# Nilokeras Scopulus
Nilokeras Scopulus és una formació geològica de tipus scopulus a la superfície de Mart, localitzada amb el sistema de coordenades planetocèntriques a 36.06 latitud N i 308.8 ° longitud E, que fa 901.48 km de diàmetre. El nom va ser aprovat per la UAI l'any 1976 i fa referència a una característica d'albedo.